# Región económica del Cáucaso Septentrional
La región económica del Cáucaso Septentrional (ruso: Се́веро-Кавка́зский экономи́ческий райо́н; tr.: Severo-Kavkazski ekonomicheski raion) es una de las doce regiones económicas de Rusia
En esta área, que baja por la cara boreal de la principal cadena de la cordillera del Cáucaso hacia el llano, se encuentran ricos depósitos de petróleo, gas natural y carbón. Las mayores ciudades son Rostov del Don, Krasnodar, Grozny, Vladikavkaz, y Novorossiysk. Sochi es un lugar turístico popular. La maquinaria agrícola, el petróleo, el carbón y el gas natural son los principales productos de la región. En la región del río Kuban, un área fértil de chernozem, es uno de los «graneros» de Rusia. Crecen el trigo, la remolacha azucarera, el tabaco, el arroz y los girasoles, y se cría ganado. Otros ríos incluyen el río Don, el río Kuma y el Terek, además del canal Volga-Don, que es una ruta de transporte principal.
Tiene una superficie de 355.100 km², con una población aproximada de 17.758.000 hab. (una densidad de 50 hab./km²), de los cuales el 56 % es población urbana.

## Composición
- República de Adiguesia
- República de Chechenia
- República de Daguestán
- República de Ingusetia
- República de Kabardino-Balkaria
- República de Karacháevo-Cherkesia
- Krai de Krasnodar
- República de Osetia del Norte - Alania
- Óblast de Rostov
- Krai de Stávropol

## Indicadores socioeconómicos
Esta región incluye la parte más tensa de la Federación Rusa, Chechenia, además de otras regiones donde las tensiones étnicas son altas. Las capacidades económicas de la región están muy por debajo de la media del país. El PIB per cápita no llega a la mitad de la media de la Federación, y la productividad y el nivel de salarios son asimismo bajos. También la población dedicada a trabajos agrícolas es bastante mayor que en el resto de la nación.
La esperanza de vida para hombres y mujeres está en la media nacional. Pero otros indicadores son claros signos de problemas, ya que la alta tasa de emigración de la población refleja claramente el desempleo y la necesidad de la gente de moverse a otros sitios a buscar trabajo.